# Cône pyroscopique
Pour les articles homonymes, voir Montre.
Un cône pyroscopique ou une montre fusible est un dispositif pyrométrique utilisé dans un four pour évaluer la température pendant la cuisson de la céramique. 

## Description

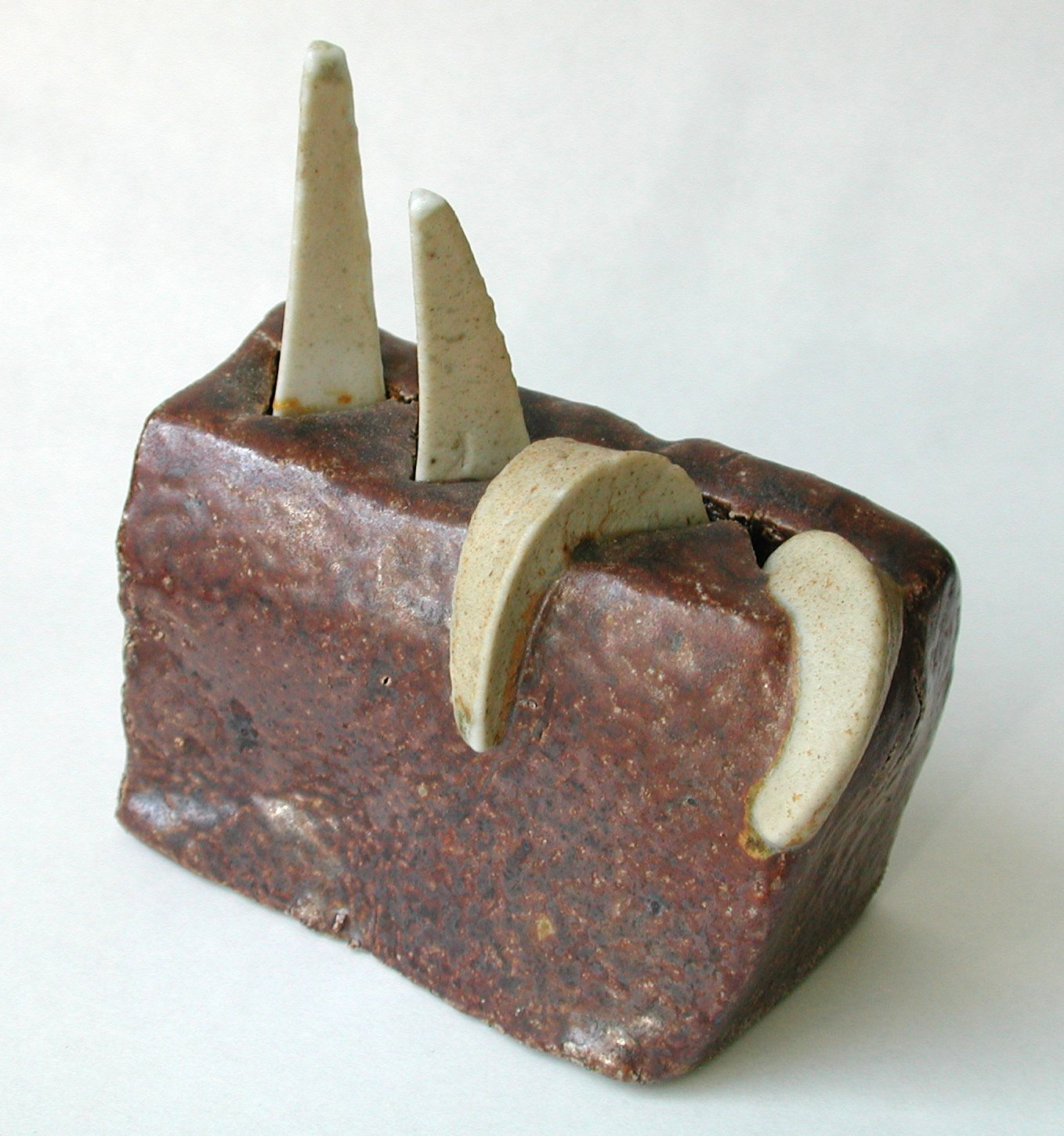
Cônes Seger fusibles sur un support de montre en céramique, après utilisation.

Les cônes pyroscopiques sont placés sur des supports de montre en général par groupe d'au moins trois dans un four avec les pièces à cuire. D'une longueur selon le modèle de 3 à 6 cm, ils fournissent une indication visuelle du moment où les pièces ont atteint la cuisson correcte, lorsqu'ils ont la tête à l'horizontale. Ce moment est une combinaison du temps chiffré en heures et de la température entre 600 °C et 2 000 °C. En plus on tient compte de la vitesse de chauffe et la vitesse de tombée de température. Ils sont composés d'un mélange de matières céramiques. Leurs caractéristiques pour un usage sont données par un numéro standard dans leur forme qui correspond à une courbe dans le temps de l'ambiance du four. 

## Histoire
Les cônes pyroscopiques restent en usage pour évaluer l'homogénéité de la température des fours électriques régulés qui ne sont pas à air pulsé. Ils sont utilisés pour la céramique d'art.
La forme Seger historique en Allemagne avant le four électrique est une pyramide allongée à base triangulaire.
La forme Orton historique aux États-Unis est une pyramide tronquée ou bien est un bâton à base carrée.
La forme Staffordshire est historique en Angleterre. La première forme instituée ayant été un bâtonnet mesuré en rétractation et pas en déformation.

## Cône pyroscopique de référence
La résistance pyroscopique des matériaux réfractaires peut être déterminée en utilisant des cônes pyroscopiques de référence appropriés. 
La résistance pyroscopique correspond au « numéro de référence du cône pyroscopique de référence qui s'infléchit au même niveau que les éprouvettes d'un réfractaire ou le numéro des deux cônes qui s'infléchissent, l'un légèrement plus et l'autre légèrement moins que les éprouvettes lorsque les cônes et les éprouvettes sont montés ensemble et chauffés dans des conditions spécifiées »,.